# Nearcha curtaria
Nearcha curtaria là một loài bướm đêm trong họ Geometridae.